# Brett Sutter
Brett Darryl Sutter, född 2 juni 1987, är en kanadensisk professionell ishockeyspelare som spelar för Minnesota Wild i NHL. Han har tidigare representerat Calgary Flames och Carolina Hurricanes.
Sutter draftades i sjätte rundan i 2005 års draft av Calgary Flames som 179:e spelare totalt.
Han är son till Darryl Sutter, som vann Stanley Cup med Los Angeles Kings för 2011–2012 och 2013–2014, och är en del avsläkten Sutter.